# ابتکار (روزنامه)
ابتکار روزنامه‌ای خصوصی است که از بهمن‌ ۱۳۸۲ در ایران به انتشار می‌رسد. صاحب امتیاز و مدیر مسئول این روزنامه، محمدعلی وکیلی است. شمارگان آن در سال ۱۳۹۶، سی‌ هزار نسخه در سراسر ایران است.

## تاریخچه
روزنامه خصوصی ابتکار به مدیر مسئولی محمدعلی وکیلی از بهمن‌ماه ۱۳۸۲ منتشر شده که از این جهت یکی از قدیمی‌ترین روزنامه‌های خصوصی ایران محسوب می‌شود. این روزنامه با ۱۶ صفحه متنوع در زمینه‌های سیاسی، اقتصادی، اجتماعی، فرهنگی، بین‌الملل، ورزشی و هنری هر روزه بر روی دکه‌های روزنامه فروشی می‌رود.  از شماره نخست ۱۳۹۳، به پیشنهاد شایان ربیعی سردبیر جدید این روزنامه، دو صفحه «زنان» و «اقوام» به صفحه‌های موضوعی اضافه شد که در نوع خود منحصر بفرد بود. اما پس از مدتی به علت محدودیت‌های بسیار، این صفحه‌ها از روزنامه حذف شدند.

## سردبیران
سردبیران این روزنامه به ترتیب:
- محمدعلی وکیلی
- علی محقق
- فضل‌الله یاری
- شایان ربیعی
- مهدی وکیلی
- مهران کرمی
- رضا دهکی
- علیرضا صدقی
- ژوبین صفاری

ابتکار در تمامی روزهای انتشار در سایت این روزنامه به آدرس www.ebtekarnews.com در دسترس همگان قرار دارد.

## توقیف

صفحهٔ اول ۴ اردیبهشت ۱۳۹۳ که یکی از تیترهای آن سبب توقیف روزنامه شد.

روزنامهٔ ابتکار شنبه ۶ اردیبهشت ۱۳۹۳ با حکم دادسرای رسانه توقیف شد. به گزارش خبرگزاری ایسنا، روزنامهٔ ابتکار به دلیل یکی از تیترهای شمارهٔ پنج‌شنبه‌اش که برای اعلام تغییر رئیس سازمان زندان‌ها، از تیتر «رئیس سازمان زندان‌ها برکنار شد» استفاده کرده بود توقیف شد. رئیس سازمان زندان‌ها، غلامحسین اسماعیلی چند روز پس از درگیری در بند ۳۵۰ زندان اوین تغییر کرد و تصور می‌شد که او به دلیل برخورد نیروهای امنیتی با زندانیان و پیامدهای آن از سمت خود «برکنار» شده‌است. اما مقام‌های قضایی اعلام کردند که تغییر سمت اسماعیلی در واقع «ترفیع» بوده‌است. ۹ اردیبهشت اعلام شد که این روزنامه رفع توقیف شده‌است.